# Серый кит
Серый кит, или калифорнийский кит (лат. Eschrichtius robustus), — морское млекопитающее из парвотряда усатых китов. Единственный современный вид рода Eschrichtius и всего подсемейства Eschrichtiinae (ранее сем. Eschrichtiidae), которое, по данным молекулярной генетики, вложено в семейство полосатиковых (Balaenopteridae). Название рода Eschrichtius дано в честь датского натуралиста Даниеля Фредерика Эшрихта (1798—1863).
Серые киты сохранили многие признаки далёких наземных предков, такие как: вибриссы на морде, удлинённый шейный отдел позвоночника с раздельными позвонками, подвижную голову, крупные носовые и увеличенные тазовые кости. Они также в меньшей степени утратили связь с землёй, так как держатся у побережья и размножаются в мелководных заливах.

## Внешний вид
Длина тела взрослых серых китов: у самок 12—15 м, у самцов 11—14,6 м. Масса 15—35 т. По ряду признаков серые киты занимают промежуточное положение между гладкими китами и полосатиками. Тело у них менее стройное, чем у полосатиков. Спина выпуклее брюха. Голова короткая, около 20 % длины тела, сжатая с боков. В области шеи заметен перехват. Спинного плавника нет; на его месте на уровне анального отверстия находится небольшой горб, позади которого по верхнему краю хвостового стебля тянется ряд (6—14) меньших бугорков. Брюхо гладкое, без кожных складок, но на горле проходят 2—4 борозды глубиной до 5 см. Они начинаются за нижней челюстью и достигают в длину 2 м. Между ними могут иметься более мелкие складки. Во время кормёжки складки, растягиваясь, увеличивают ротовую полость. Грудные плавники 4-палые, короткие и довольно широкие. Между лопастями хвостового плавника расположена глубокая выемка.
Череп у серых китов массивный, с крепкими и тяжёлыми челюстями. Нижняя челюсть не длиннее верхней; спереди на ней имеется килевидный выступ, которым кит при кормёжке вспахивает донный грунт. Ротовая щель в отличие от гладких китов и полосатиков делит голову серого кита на две равные части, верхнюю и нижнюю. Полость рта низкая. Пластины китового уса белые или желтоватые, очень короткие (20—30 см высотой), толстые и более редкие, чем у других усатых китов. Бахрома на пластинах грубая, толстая и неэластичная. На каждой половине челюсти растёт по 130—180 пластин; спереди правый и левый ряды пластин разделены широким промежутком.
Окраска тела покровительственная буровато-серая, реже чёрно-бурая под цвет скал и поднятого со дна ила. Кожа покрыта многочисленными светлыми пятнами диаметром до 10 см, образованными в результате прикрепления к коже эктопаразитов. Известны киты-альбиносы. На голове у взрослых китов имеется до 250 светло-серых вибрисс длиной 2—3 см. В эмбриональном состоянии вибрисс ещё больше. Хорошо развита подкожная жировая клетчатка, достигающая на груди толщины 30—45 см.
Позвонков у серого кита: шейных 7, грудных 14, поясничных 12—14, хвостовых 21—23 (всего 56). Благодаря удлинённому шейному отделу позвоночника и несросшимся шейным позвонкам, голова обладает некоторой подвижностью. Рёбер 14. Тазовые кости довольно крупные. Пальцев в передних конечностях 4; первый палец отсутствует. В диплоидном наборе 44 хромосомы.

## Образ жизни и питание

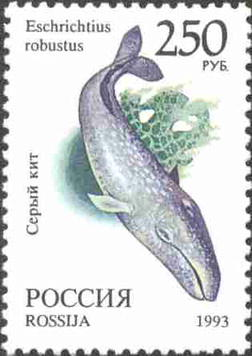
Почтовая марка России

Серые киты обитают в северной части Тихого океана, совершая регулярные сезонные миграции. Известны два стада серых китов: охотско-корейское и чукотско-калифорнийское.
- Первое зимует и плодится вблизи Кореи и Южной Японии, а летом откармливается в Охотском море, на шельфе северо-восточного Сахалина. Практически истреблено (в результате китобойного промысла).
- Второе зимует и плодится в Калифорнийском заливе, а летом нагуливает жир в Чукотском, Беринговом и море Бофорта, изредка проникает в Восточно-Сибирское море до губы Нольде и на восток до мыса Барроу. Молодые киты летуют южнее, у Корякского побережья. Более многочисленно, в нём насчитывается 26 000 особей. Численность постепенно восстанавливается.

Таким образом, распространение серых китов охватывает субтропические, умеренные и холодные воды. В водах России встречаются киты обеих популяций. До XVII в. серые киты водились также в Северной Атлантике и в Балтийском море, но были истреблены, либо вымерли в связи с подъёмом суши и обсыханием привычных мест размножения.
Серые киты считаются существами, совершающими самые длинные сезонные миграции среди млекопитающих. За год кит проплывает 12—19 тысяч км; таким образом, за 40 лет жизни серый кит покрывает расстояние, равное длине пути от Земли до Луны и обратно.
Серые киты — типичные прибрежные обитатели, обычные для мелководных областей. Могут без ущерба для себя обсыхать во время отлива, уплывая с приливом. Это единственный вид китов, освоивший придонное кормление. Серые киты обычно кормятся на глубине 15—60 м, зачерпывая организмы бентоса со дна вместе с водой, илом и галькой (которые таким образом попадают к серым китам в желудок) и процеживая взвесь сквозь китовый ус. При кормёжке кит накреняется на правый бок (реже на левый), всасывая донный субстрат; по этой причине китовый ус на правой стороне челюстей обычно короче и более стёртый, чем слева, а морда справа покрыта ссадинами и шрамами. Иногда кит вспахивает дно килевидным гребнем на нижней челюсти. В результате на дне остаются характерные кормовые ямы 2,5 м длиной, 1,5 м шириной и 0,1 м глубиной; серый кит за одно погружение оставляет на дне до 6 ям. Наблюдения также показали, что киты часто кормятся группами из 4—6 особей, причём молодые киты только процеживают поднятый взрослыми грунт.
В рацион серого кита входят до 70 видов беспозвоночных: полихет, кольчатых червей, гастропод, двустворчатых моллюсков, мелких ракообразных, бокоплавов, сипункулид, голотурий, губок, асцидий, — а также мелкие рыбы. В Беринговом и Чукотском морях серый кит питается в основном придонными ракообразными видов Atnpelisca macrocephala, Lembos arcticus, Anonyx nugax, Eusirus, Atylus, Mysius oculata. При отсутствии другой пищи ест бурые водоросли. Молодое животное длиной 6 м за 12 часов съедает до 116 кг корма, взрослое (12 м длиной) — 552 кг. Во время миграции и на местах зимовок киты живут на запасах подкожного жира, питаясь лишь изредка. За время миграций киты теряют до 1/3 веса тела.
При миграциях животные держатся поодиночке, парами или группами до 10—18 особей. В местах нагула иногда собираются в стада до 150 голов. Плавает серый кит медленно — обычная его скорость 7—10 км/ч, у напуганных животных она не превышает 18 км/ч. Под водой при кормёжке серый кит остаётся 3—7, максимум 20 минут. Фонтаны у него двухструйные, раздвоенные, высотой 1,5—3 м; выпускаются с интервалами от 3 до 20 секунд. Спасаясь от косаток и акул, серые киты подплывают вплотную к берегу, на мелководье. В заливах Дальнего Востока известны случаи массового обсыхания серых китов. Осматриваясь, вертикально выставляют голову из воды; таким образом киты во время миграций определяют своё положение относительно берега.
В 2009 г. камчатские китобои сообщили о так называемых «фенольных китах» — серых китах, мясо которых пахнет фенолом и совершенно несъедобно. Это явление связывали с загрязнением океана нефтепродуктами, но в 2023 г. было показано, что причиной неприятного запаха являются бромфенолы (прежде всего 2,6-дибромфенол), являющиеся продуктами метаболизма многощетинковых червей, поедаемых китами.

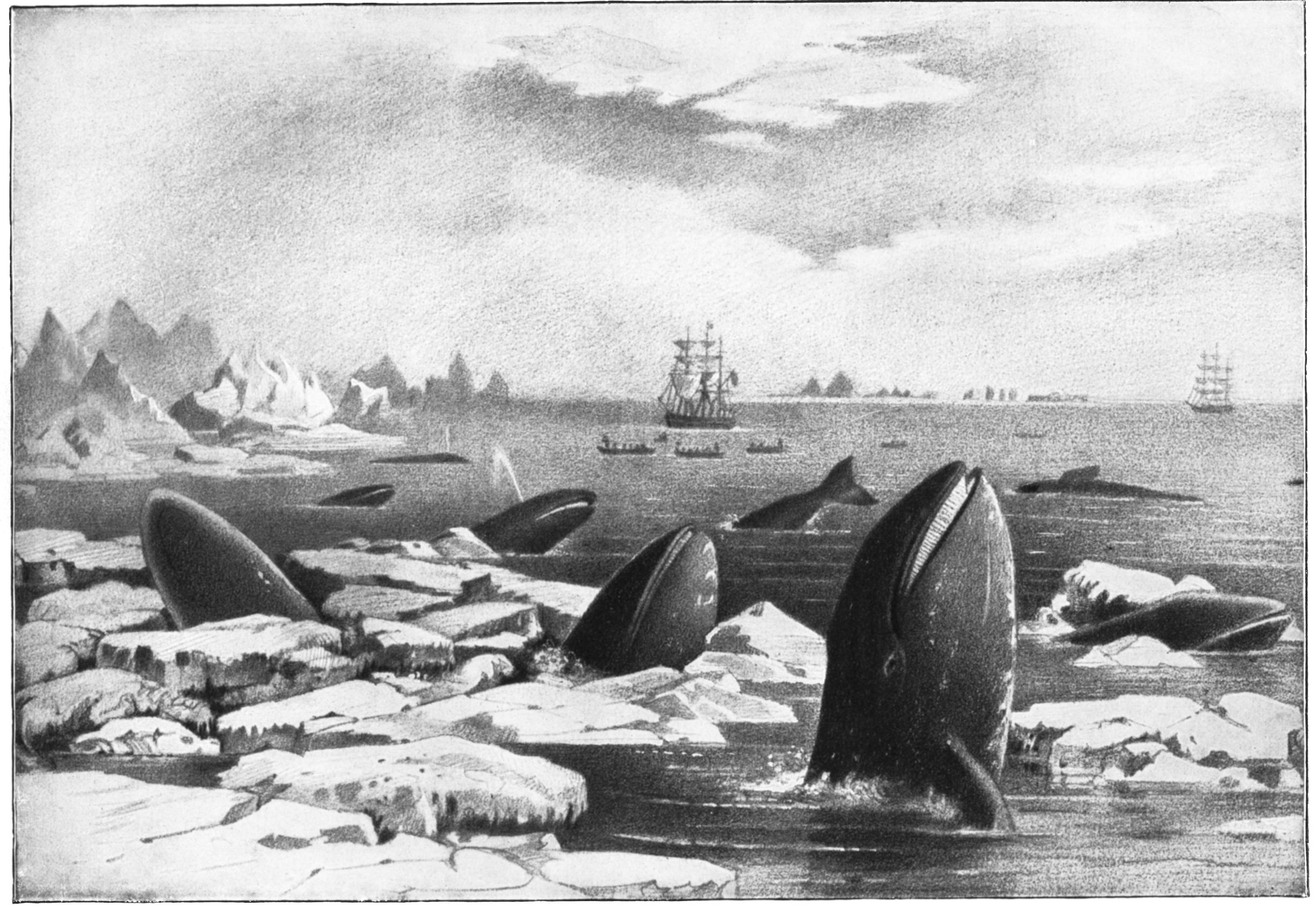
Серые киты, выглядывающие из воды

Серый кит обычно сильно заражён эктопаразитами: китовыми вшами (Cyamus scammonli) и усоногими рачками (Cryptolepas rhachianactei), раковины которых глубоко проникают в кожу. Чтобы избавиться от них киты трутся телом о дно или заходят в пресноводные лагуны, вода в которых убивает наружных паразитов. Не раз наблюдали, как серые киты буквально перекатываются в зоне прибоя, счищая с себя паразитов. Нередко некоторые виды морских птиц, например ипатка (Fratercula corniculata), чайка-бургомистр (Larus hyperboreus) и полярная крачка (Sterna paradisaea), склёвывают паразитов с кожи китов, всплывших на поверхность.

## Миграции и размножение
Сезон спаривания длится с декабря по март с пиком в январе-феврале. С октября серые киты начинают мигрировать на юг вдоль побережья, проходя около 120 км в день. К концу декабря — началу января киты достигают тёплых мелководных заливов, где приступают к размножению. Первыми в лагуны прибывают беременные самки, готовые к родам; основная масса китов скапливается здесь к февралю. Одинокие самцы и самки как правило держатся в устье залива; самки с новорожденными — на мелководье, куда не могут заплыть косатки и крупные акулы. Через три недели брачного сезона серые киты начинают возвращаться обратно на север. Последними заливы покидают беременные самки с молодняком, которые отправляются в путь лишь в конце марта — начале апреля, изредка задерживаясь до мая.
Беременность у серых китов длится около года. Новорождённые имеют длину тела 3,6—5,5 м при массе 650—800 кг. Вскоре после родов самки снова спариваются. Лактация продолжается 6—7 месяцев. К концу молочного вскармливания китёнок вырастет до 7 м, после чего его рост замедляется, и к году он достигает 8,5 м, а к 2 годам — 9 м. Окончательно самостоятельным молодой кит становится после миграции на север. Половая зрелость наступает в 8—9 лет. Родительский инстинкт развит сильно: защищая детёныша, самка способна броситься на лодку с людьми. Смертность молодых китов довольно высока.

## Статус популяции и охрана

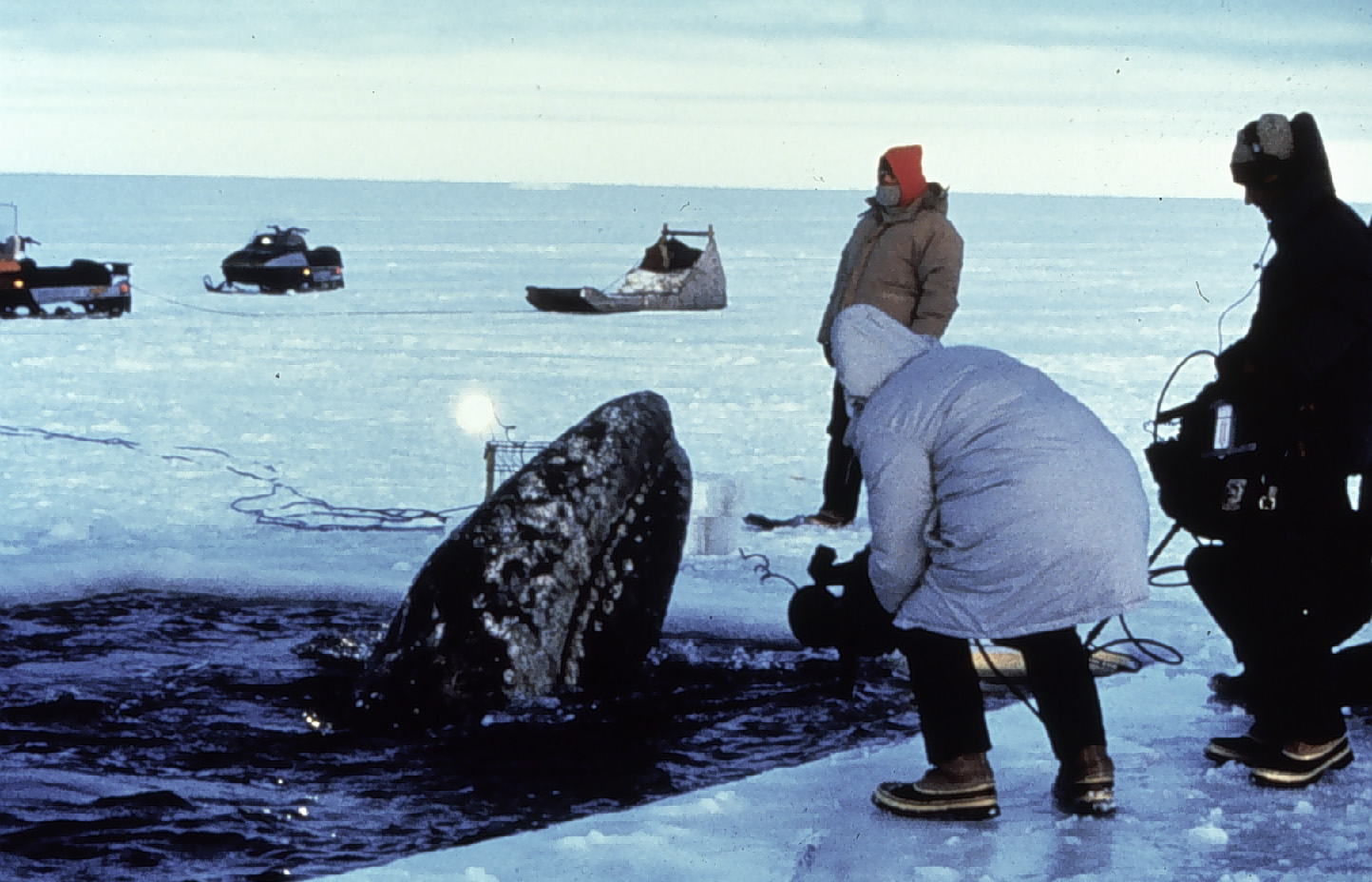
Общение молодого серого кита с людьми, 1972 г.

Серый кит занесен в Красную книгу Российской Федерации, однако его добыча в ограниченном режиме ведется на Чукотке. Для добычи разрешается применять только ручные гарпуны и моторные лодки. Запрещается применять даже огнестрел. Добытое мясо, а также другой материал запрещается продавать.
В прошлом серый кит был одним из основных промысловых видов китов из-за его доступности. В 1853—1856 гг. его численность в водах Калифорнии оценивалось в 30 тысяч особей. Однако усиленный промысел привёл к почти полному истреблению вида. К 1930 г. серых китов оставалось всего несколько сотен. В 1938 г. было введено ограничение промысла, а с 1947 г. полное запрещение. К 1955 г. численность чукотско-калифорнийского стада китов возросла до 3—4 тысяч голов, к 1960 — до 6000, к 2001 г. достиг 26 000 голов. В настоящее время серых китов разрешено промышлять только коренным народностям Чукотки для своих нужд.
Численность охотско-корейской популяции в начале XX века составляла 2,5—3 тысяч особей. К середине XX века считалась полностью истребленной. В 1983 г. обнаружено 20 особей у берегов о. Сахалина, его современная численность составляет всего 125—150 особей. Эта популяция занесена в Красный список Международного союза охраны природы (МСОП, IUCN) со статусом «находящаяся под угрозой исчезновения» (Critically Endangered).
Существует проект переселения части серых китов в Северную Атлантику, в Ирландское море.
Серый кит — первый из беззубых китов, который побывал в океанариуме: в 1966 г. самка-сосунок длиной 5 м и массой 1,5 т была загарпунена в море. Её подняли на борт судна, поместили в купальный бассейн и через 5 дней доставили в океанариум г. Сан-Диего (Калифорния). Кит переносил неволю, однако погиб через 45 дней от инфекции.
В 1972 году был проведен уникальный эксперимент: для научно-исследовательских целей был пойман детеныш серого кита, выращен в неволе до года и выпущен в родную стихию с радиопередатчиком на спине. Этот рискованный, дорогостоящий и трудный опыт вполне оправдал себя. Китёнок позволил ученым узнать многое о серых китах, понять некоторые проблемы экологии и физиологии этих гигантов, живущих в океане довольно скрытно от человека.
В 2008 году, в рамках Постоянно действующей экспедиции РАН по изучению животных Красной Книги РФ и других особо важных животных фауны России, начата Программа изучения ареала охотско-корейской популяции серого кита.

## Подвиды
Включает два подвида:
- † Eschrichtius robustus gibbosus (= Eschrichtius gibbosus) — уничтожен бесконтрольным промыслом. Последним зафиксированным представителем был мёртвый кит, выброшенный на берег Англии в 1864 году[13].
- Eschrichtius robustus robustus